# Darius Šilinskis
Darius Šilinskis, né le 18 mai 1984, à Mažeikiai, en République socialiste soviétique de Lituanie, est un joueur lituanien de basket-ball. Il évolue au poste de pivot.

## Palmarès
- Champion du monde des -21 ans 2005
- 3e du championnat d'Europe des -20 ans 2004
- Coupe de Slovaquie 2012